# تطويع (درجة علمية)
التطويع هي أعلى شهادة علمية كان يمنحها جامع الزيتونة بتونس، واستمر العمل بها إلى سنة 1933 حيث أحدث نظام جديد للتعليم وللشهائد الزيتونية، وأصبحت أعلى شهائد التعليم الزيتوني تسمى منذئذ العالمية.
كانت شهادة التطويع تمكن المحرزين عليها من اللحاق بالعديد من الوظائف والخطط الدينية والقضائية. من ذلك أن المحرز عليها في بداية القرن العشرين، كان يقبل للإشهاد بدون مناظرة. ولكن في الثلاثينات أصبح هؤلاء «المتطوعون» يجدون صعوبة في سوق الشغل، فتأسست سنة 1937 جمعية للدفاع عنهم، سميت جمعية الدفاع عن حقوق المتطوع والمحصل، أي أنها تضم إلى جانبهم المحرزين على شهادة التحصيل.